# Lluís de Cuenca i de Pessino
Lluís de Cuenca i de Pessino (Barcelona, 23 d'octubre de 1842 - Barcelona, febrer de 1921) fou un advocat, polític i publicista català.
Els seus pares van ser Joan Cuenca Rodríguez-Cardoso advocat natural de Tarragona i Carme Pessino Butler natural de Sevilla. Va néixer en una família de la noblesa, descendent del ministre de Carles III Pedro López de Lerena, primer comte de Lerena. Va estudiar Dret a la Universitat Central de Madrid.
Milità en el carlisme i l'any 1874, durant la Tercera Guerra Carlina, fou nomenat secretari general de la Diputació de Catalunya presidida pel general Rafael Tristany.
Després de la guerra va ser col·laborador d'El Correo Catalán i de la Revista Popular (1871-1916) que dirigia el sacerdot Fèlix Sardà i Salvany. Presidí la Joventut Catòlica de Barcelona i va ocupar càrrecs importants en l'Associació de Sant Miquel Arcàngel. L'any 1888 se separà del carlisme amb Ramón Nocedal i va ser el primer cap regional del Partit Integrista a Catalunya. Es presentà a les eleccions a diputats de 1893 pels districtes de Sort-Viella i de Tremp, però fou derrotat.
L'any 1902 participà en el Palau de les Belles Arts en la Trilogia Histórica-Catalana a benefici de la restauració del Monestir de Sant Cugat del Vallès, pronunciant un discurs titulat Elogi de les Corts de Catalunya. Al començament del segle xx va ser informador i col·laborador d'Antoni Maria Alcover i Sureda (integrista com ell) en el Bolletí del Diccionari de la Llengua Catalana i el Quadern XVI del Diccionari català-valencià-balear.
Va fundar i impulsar l'Associació Agrícola, Comercial i Industrial de la Conca de Tremp (1891), el Sindicat Agrícola de la Conca de Tremp i Pallars (1904) i la Germandat-Orfeó Los Cantaires del Montsech (1906). Va casar amb la pubilla de la casa de Sullà de Tremp, Maria Lluisa de Sullà i de Moner (*-1920).
Lluís de Cuenca morí el febrer de 1921 a Barcelona, havent perdut la seva filla Josefa Cuenca i Sullà l'any 1907, als 24 anys.

## Obres
- Amargos frutos del Liberalismo (1895)
- El Castillo de Fenellet (novel·la, 1896)
- Estudio sobre los antiguos gremios y proyecto de organización de los mismos dentro de la sociedad actual (memòria, 1905)
- Historia de la baronía y pabordato de Mur y cronología de los Condes de Pallars (1906)
- Pro Aris et Focis. Puntos negros de la Solidaridad Catalana. El catalanismo y los partidos católicopolíticos españoles (Lleida, 1909)
- La Ciencia sociológica á la luz de los principios cristianos. Tratado de sociología cristiana (1919)